# Wu Mingqian
Wu Mingqian (chiń. 吴敏茜; ur. 8 stycznia 1961) – chińska szachistka, arcymistrzyni od 1985 roku.

## Kariera szachowa
W latach 80. XX wieku należała do grona najlepszych chińskich szachistek, czterokrotnie (pomiędzy 1980 a 1986) reprezentując swój kraj na szachowych olimpiadach. Największy indywidualny sukces odniosła w roku 1985, zajmując II miejsce (za Martą Lityńską) w turnieju międzystrefowym w Żełeznowodsku. Dzięki temu rezultatowi otrzymała (jako druga chińska szachistka, po Liu Shilan) tytuł arcymistrzyni oraz wystąpiła w roku 1986 w turnieju pretendentek w Malmö. W turnieju tym nie odegrała żadnej roli, zdecydowanie zajmując ostatnie VIII miejsce. Po raz drugi w turnieju międzystrefowym wystąpiła w roku 1987, zajmując w Smederevskiej Palance odległe XII miejsce.
Najwyższy ranking w karierze osiągnęła 1 stycznia 1987 r., z wynikiem 2215 punktów dzieliła wówczas 103-110. miejsce na światowej liście FIDE, jednocześnie zajmując 3. miejsce wśród chińskich szachistek. Od 1991 r. nie występuje w turniejach klasyfikowanych przez Międzynarodową Federację Szachową.